# Paco Olveira
Francisco «Paco» Olveira Fuster (Málaga, 7 de noviembre de 1964) es un sacerdote católico español-argentino, perteneciente a la opción preferencial por los pobres. Es de ideología kirchnerista.

## Biografía
De padre malagueño y madre mallorquina, nació el 7 de noviembre de 1964.
Llegó a Argentina en 1987 siendo seminarista, llegando al Seminario de Villa Devoto para terminar el seminario, y fue ordenado sacerdote.
Fue ordenado el 8 de diciembre de 1989.
Es presidente de la Fundación Isla Maciel, la cual es un comedor y también ofrece otros servicios.
Expresó que convive con indigentes.

## Activismo político
El 30 de abril de 2013, el reciente papa Francisco le agradeció «por el testimonio de coraje que da» pero también dijo que «se pasa de corajudo», aunque «eso también le viene bien».
En un programa televisivo, mostró su apoyo a la comunidad LGBT:

Estoy feliz de vivir en un país donde dos hombres que se quieran o dos mujeres que se quieran se puedan casar y me encantaría algún día poder casarlos por Iglesia.

Está fuertemente en contra del gobierno de Javier Milei, actual presidente argentino.
Ha participado en la marcha de los jubilados. Al menos una vez, la Policía Federal Argentina lo hirió durante la marcha.
Tuvo reuniones con Cristina Fernández de Kirchner, mandataria de Argentina entre 2007 y 2015, y vicepresidente entre 2019 y 2023, actualmente en arresto domiciliario:
- En septiembre de 2022, tras el intento de asesinato a Fernández de Kirchner, Olveira y otros curas villeros, curas en Opción por los Pobres y religiosos, hermanas, religiosas y laicas, tuvieron un encuentro con Fernández, la cual dio un discurso de más de media hora. Olveira narró que la vió «muy conmovida» a la entonces vicepresidente.[8]

- El 9 de mayo de 2025, Olveira se reunió con Fernández junto a otro cura de Opción por los Pobres.[9]

Además, en junio de 2025, Olveira, luego de que la Corte Suprema deje firme la condena a Fernández de Kirchner, fue a una manifestación frente a una casa suya.
Se comunica a través del lenguaje no sexista.

## Controversias

### Expulsión de la Diócesis de Avellaneda-Lanús
En 2018 o 2019, Rubén Oscar Frassia, entonces obispo de Avellaneda-Lanús, lo echó de dicha diócesis, al considerar que Olveira «partidizaba» su labor sacerdotal y se posicionaba a favor de la legalización del aborto.

### Solicitud a los votantes de Milei en su comedor
En 2023, Olveira solicitó a los votantes de Milei que comían en su comedor que no coman más allí. Les pidió «coherencia», mas también dijo: «que vengan a comer los que votaron a Milei».

### Opinión sobre el gobierno de Milei
En 2025, afirmó que el Gobierno Nacional «se parece mucho a la dictadura».

### Agresión a política mileiísta
En 2025, la política mileiísta Leila Gianni, anteriormente kirchnerista, lo criticó por la construcción de una vivienda prefabricada, quien lo acusó de «fomentar la toma» (ocupación ilegal) de terrenos. Olveira la insultó llamándola «basura» e «hipócrita».
Días después, Gianni y Olveira se reunieron en un programa de Todo Noticias. Ella dijo que le «impactó el nivel de violencia» que tuvo Olveira. El hombre se disculpó.

### Viaje a Málaga
En 2025, se grabó un video en el que Olveira estaba en la Provincia de Málaga. Supuestamente, el dinero usado para el viaje sería dinero robado de los comedores.